# Nguyên Chẩn
Nguyên Chẩn (chữ Hán: 元稹, 779 - 831), biểu tự Vi Chi (微之), là nhà thơ, nhà văn và nhà chính trị nổi tiếng của Trung Quốc thời Trung Đường. Ông nổi tiếng cùng Bạch Cư Dị đề xướng Tân Nhạc phủ vận động (新樂府運動) và thường được gộp cùng với Bạch Cư Dị, gọi là Nguyên Bạch (元白).
Ông có nhiều bài thơ và truyện kí, nổi tiếng nhất là Oanh Oanh truyện (鶯鶯傳), một tác phẩm truyện mà về sau trở thành đề tài được chuyển thể rộng rãi qua Kinh kịch và các thể loại nhạc kịch.

## Tiểu sử
Nguyên Chẩn là người Lạc Dương, tỉnh Hà Nam (Trung Quốc). Ông xuất thân từ hoàng tộc Bắc Ngụy, là hậu duệ của Bành Thành vương Thác Bạt Lực Chân, con trai thứ 8 của Thác Bạt Thập Dực Kiền. Ông tổ 6 đời của ông là Nguyên Nham (元岩), làm Binh bộ Thượng thư, Ích châu Tổng quản trưởng sự thời nhà Tùy, tước Bình Xương quận công (平昌郡公). Cha ông là Nguyên Khoan (元宽), làm chức Lang trung Bỉ bộ, Trưởng sử cho Thư vương. Mẹ ông là Trịnh thị, xuất thân từ gia tộc danh giá Huỳnh Dương Trịnh thị (荥阳郑氏), con gái của Thứ sử Mục Châu là Trịnh Tể (郑济), cháu gái 10 đời của Trung thư lệnh Trịnh Hi (郑羲) thời Bắc Ngụy.
Khi Nguyên Chẩn lên 7 tuổi thì cha ông mất. Cha mất sớm, nhà nghèo, ông theo mẹ về nhà họ Trịnh để nương nhờ. Tân Đường thư cho biết ông không đến trường, mà do người mẹ có học thức đích thân dạy dỗ, từ viết đến đọc. Ông vốn thông minh, nên năm 9 tuổi đã biết viết văn, đến 15 tuổi, ông thi đỗ khoa Minh kinh, được bổ chức Hiệu thư lang. Sau đó, ông đỗ chế khoa, được giữ chức Hữu thập di.
Làm quan tại triều, ông thường đấu tranh với các thế lực đang làm lũng đoạn triều chính, trong đó có phe hoạn quan. Nhưng cuối cùng, việc làm này thất bại, ông bị giáng chức làm Sĩ tào tham quân ở Giang Lăng, rồi làm Tư mã ở Thông Châu. Sau, nhờ có các hoạn quan như Thôi Đàm Tuấn, Thôi Hoàng Giản giúp đỡ, ông thỏa hiệp được với các thế lực trên, không kiên trì đấu tranh được như bạn thân ông là Bạch Cư Dị.
Năm 822, đời Đường Mục Tông, sau khi nắm giữ một vài chức vụ tại triều, Nguyên Chẩn được cử lên làm Tể tướng cùng với Bùi Độ. Vì ghen công với Bùi Độ, ông cùng Thôi Hoàng Giản mưu phá. Bùi Độ biết được tâu việc lên Hoàng đế, và ông bị đưa đi làm Thứ sử ở Đồng Châu, rồi làm Thứ sử ở Việt Châu, kiêm Quan sát sứ ở Chiết Đông. Đến đời Đường Văn Tông, ông được đổi làm Tiết độ sứ ở Vũ Xương (nay là thủ phủ tỉnh Hồ Bắc).
Năm 831, Nguyên Chẩn mất tại chức lúc 52 tuổi.

## Sự nghiệp văn chương
Nguyên Chẩn và Bạch Cư Dị là đôi bạn thân thiết: là bạn thơ và là bạn đồng triều, rồi vì cùng đấu tranh chính trị trong nội bộ mà cùng bị biếm. Đối với thi đàn lúc bấy giờ, hai ông đã tích cực đề xướng phong trào Tân nhạc phủ. Bài tựa "Nhạc phủ đề cổ" của Nguyên Chẩn, và "Ký Nguyên Chẩn thư" (Thư gửi Nguyên Chẩn) của Bạch Cư Dị có thể xem là những tuyên ngôn của khuynh hướng sáng tác hiện thực trong thơ ca Trung Quốc vào đầu thế kỷ 9.
Riêng về Nguyên Chẩn, rất nhiều tác phẩm của ông đã được phổ nhạc và lưu truyền trong cung cấm, nên lúc bấy giờ ông còn được là Nguyên tài tử . Đề tài mà ông thường viết là tình yêu, là sự tiếc thương cho người đã khuất. Đây là sở trường của ông, do ông giàu từ ngữ và tinh tế khi tả , nổi bật có bài "Xuân hiểu" (Sáng xuân), "Khiển bi hoài" (Giải nỗi sầu nhớ, gồm 3 bài),...
Song bộ phận có giá trị nhất của Nguyên Chẩn lại là thơ phúng dụ. Thơ phúng dụ phần lớn viết theo thể cổ phong và nhạc phủ, cũng dùng những đề tài giống như Bạch Cư Dị, để nói lên tâm tình bất mãn của tác giả đối với tình hình chính trị (trong đó có việc ông phê phán chủ trương gây chiến), đồng thời ít nhiều phản ánh cuộc cuộc sống của người dân đương thời. Đáng chú ý các bài: "Thái châu hành" (Bài hành lặn xuống lấy hạt châu), "Tróc bổ hành" (Bài ca lùng bắt), "Chức phụ từ" (Bài ca gái dệt), "Điền gia từ" (Lời người làm ruộng), "Viễn chinh phu" (Chồng đi viễn chinh), v.v...
Song nhìn chung, diện phản ánh ở thơ phúng dụ của Nguyên Chẩn không rộng bằng ở Bạch Cư Dị, và mức độ phê phán cũng không mạnh bằng. Mặc dù vậy, chủ trương văn học và thực tiễn sàng tác của Nguyên Chẩn đã có ảnh hưởng khá nhiều đối với các nhà thơ hiện thực đương thời và đời sau .
Khen ngợi ông và Bạch Cư Dị, danh sĩ Hoàng Thao thời Vãn Đường viết: 
"Đời Đường, trước thì có Lý Bạch, Đỗ Phủ; sau thì có Nguyên Chẩn, Bạch Cư Dị, thật đúng như biển cả mênh mông, như Hoa Nhạc (tức núi Hoa Sơn ở Thiểm Tây) ngất trời".
Đến đời Thanh, danh sĩ Triệu Dực lại viết:
" Nguyên Chẩn và Bạch Cư Dị thích bình thường, giản dị...(làm thơ) phần nhiều gặp cảnh sinh tình, nhân việc nảy ý, cảnh trước mắt, lời nói cửa miệng, tự nhiên có thể đi sâu vào lòng người, ai cũng nghiền ngẫm, ngâm nga" .

## Giới thiệu thơ
Tác phẩm Nguyên Chẩn để lại có:
- Nguyên thị Trường Khánh tập (Tập thơ của Trường Khánh họ Nguyên), gồm 60 quyển.
- Hội chân ký (Ghi chuyện gặp gỡ chân tình), còn gọi là Oanh Oanh truyện: Đây là truyện ngắn tả mối tình giữa Thôi Oanh Oanh và Trương Quân Thụy, đặt nền móng cho sự ra đời vở tạp kịch Tây sương ký (Truyện ký mái Tây)[10] nổi tiếng.

Ngoài ra, những lời bàn luận về thế sự của ông và Bạch Cư Dị, còn được tập hợp trong 75 thiên Sách lâm (Rừng sách).
Giới thiệu ba trong số bài thơ tiêu biểu của Nguyên Chẩn.
| Chức phụ từ Phiên âm: Chức phụ hà thái mang, Tàm kinh tam ngọa hành dục lão. Tàm thần nữ thánh tảo thành ti, Kim niên ti thuế trừu chinh tảo. Tảo chinh phi thị quan nhân ác, Khứ tuế quan gia sự nhung tác. Chinh nhân chiến khổ thúc đao sang, Chủ tướng huân cao hoán la mạc. Sào ti chức bạch do nỗ lực, Biến tập liêu cơ khổ nan chức. Đông gia đầu bạch song nữ nhi, Vị giải khiêu văn giá bất đắc. Thiềm tiền niễu niễu du ti thượng, Thượng hữu tri thù xảo lai vãng. Tiễn tha trùng trải giải duyên thiên, Năng hướng hư không chức la võng. Dịch nghĩa: Bài ca gái dệt Gái dệt mới bận rộn làm sao, Tằm đã ngủ ăn ba rồi, tằm sắp chín. Nhờ ơn thần tằm và bàn tay gái kỳ diệu nên sớm thành tơ, Năm nay thuế tơ thu sớm hơn kỳ hạn. Thuế thu sớm phải đâu quan độc ác, (Chỉ vì) năm ngoái quan quân có việc binh đao. Binh sĩ chiến đấu gian khổ, cần lụa buộc vết thương, Chủ tướng lập công to, cần lụa thay màn trướng. Ươm tơ dệt lụa còn có thể gắng sức, Giật máy thay sợi, thật khó nhọc khôn làm nổi. Láng giềng phía đông có đôi gái đầu bạc trắng, Vì dệt hoa văn khéo nên không lấy được chồng. Trước thềm sợi tơ bay phấp phới, Con nhện tài tình, nhịp nhàng đan qua lại. Khen cho loài sâu bọ mà biết chằng sợi ngang trời, Có thể giữa khoảng hư không, dệt nên màng lưới. | Khiển bi hoài (kỳ 2) Phiên âm: Tích nhật hý ngôn thân hậu sự, Kim triêu đô đáo nhãn tiền lai. Y thường dĩ thí hành khan tận, Châm tuyến do tồn vị nhẫn khai. Thượng tưởng cựu tình liên tỳ bộc, Dã tằng nhân mộng tống tiền tài. Thành tri thử hận nhân nhân hữu, Bần tiện phu thê bách sự ai! Dịch nghĩa: Giải nỗi sầu nhớ (bài 2) Ngày trước cứ nói đùa những chuyện về sau, Bây giờ đều đến ngay trước mắt. Áo quần của nàng đã dần dần đem bố thí hết, Kim chỉ vẫn còn nhưng không nở lấy ra. Nhớ ân tình xưa, (ta) thương cả những kẻ nô tỳ, Nhân mộng thấy nàng, (ta) đốt giấy tiền, vàng mã. Vẫn biết nổi đau khổ (tử biệt) này ai ai cũng gặp phải, (Chỉ xót xa) vợ chồng nghèo nên trăm chuyện buồn thương. Hành cung Phiên âm: Liêu lạc cố hành cung Cung hoa tịch mịch hồng Bạc đầu cung nữ tại Nhàn tọa thuyết Huyền Tông. Ngô Tất Tố dịch thơ: Quạnh hiu thương cảnh hành cung, Trước cung, hoa thắm mấy bông rầu rầu. Trong cung bà chúa bạc đầu, Ngồi rồi, kể chuyện khi hầu Huyền Tông. |

## Sách tham khảo
- Sở nghiên cứu văn học thuộc Viện Khoa học xã hội Trung Quốc biên soạn, Lịch sử văn học Trung Quốc (Tập II), Bản dịch do Nhà xuất bản Giáo dục Việt Nam ấn hành năm 1993.
- Dịch Quân Tả, Văn học sử Trung Quốc (Tập I). GS. Huỳnh Minh Đức dịch từ tiếng Trung Quốc. Nhà xuất bản Trẻ, 1992.
- Nguyễn Hiến Lê, Đại cương văn học sử Trung Quốc (trọn bộ). Nhà xuất bản Trẻ, 1997.
- Lê Đức Niệm, mục từ "Nguyên Chẩn" in trong Từ điển văn học (bộ mới). Nhà xuất bản Thế giới, 2004.
- Trần Trọng San, Thơ Đường. Tủ sách Đại học Tổng hợp Thành phố Hồ Chí Minh, 1990.
- Nhiều người dịch, Thơ Đường (Tập I). Nhà xuất bản Văn học, 1987.